# Malý Aňuj
Malý Aňuj (rusky Малый Анюй) je řeka v Čukotském autonomním okruhu a v Jakutské republice na severovýchodě Ruska. Je dlouhá 738 km. Povodí řeky je 49 800 km².

## Průběh toku
Pramení na Anadyrské pahorkatině. Je pravou zdrojnicí Aňuje.

## Vodní režim
Zdrojem vody jsou sněhové a dešťové srážky. Nejvyšších vodních stavů dosahuje od května do června. V létě nastávají povodně, jež jsou způsobené dešti. Zamrzá na devět měsíců.

## Využití
Využívá se k vodní dopravě, plavení dřeva, rybolovu a zásobování vodou pro těžební průmysl.